# 瑟琳娜鎮區 (伊利諾伊州拉薩爾縣)
瑟琳娜鎮區（英語：Serena Township）是位於美國伊利諾伊州拉薩爾縣的一個行政鎮區。

## 地方資料
根據2010年美國人口普查的數據，瑟琳娜鎮區的面積為96.90平方千米，當中陸地面積為96.30平方千米，而水域面積為0.60平方千米。當地共有人口1108人，而人口密度為每平方千米11.43人。